# Zola Budd
Zola Pieterse-Budd (Bloemfontein, 26 mei 1966) is een Zuid-Afrikaanse en later Britse voormalige atlete, die zich toelegde op de middellange en lange afstanden. In een jaar tijd verbeterde ze tweemaal het wereldrecord op de 5000 m en in twee opeenvolgende jaren veroverde zij de wereldtitel veldlopen. Ze nam tweemaal deel aan de Olympische Spelen, maar bij die gelegenheden was zij minder succesvol. Ze werd bekend bij het grote publiek door haar gewoonte blootsvoets aan wedstrijden deel te nemen.

## Loopbaan
De eerste keer dat Zola Budd het wereldrecord op de 5000 m bijstelde (tot 15.01,83), was zij zeventien jaar oud en leverde zij die prestatie in 1984 in Zuid-Afrika, dat in die tijd door de IAAF werd geboycot vanwege haar apartheidspolitiek. Het record werd niet erkend. Een jaar later vertegenwoordigde zij Groot-Brittannië toen zij een nieuwe, geslaagde poging ondernam. De 14.48,07 die zij ditmaal op de klokken liet zetten, kon nu wel worden erkend.
Budds carrière werd enigszins overschaduwd door politieke controverses als gevolg van haar overstap naar het Verenigd Koninkrijk.

## Titels
- Wereldkampioene veldlopen (lange afstand) - 1985, 1986
- Zuid-Afrikaans kampioene 1500 m - 1982, 1983, 1991
- Zuid-Afrikaans kampioene 3000 m - 1982, 1983, 1990, 1991
- Zuid-Afrikaans kampioene 10.000 m - 1994
- Zuid-Afrikaans kampioene halve marathon - 1993, 1996
- Brits kampioene 1500 m - 1986
- Brits kampioene 3000 m - 1985
- Brits indoorkampioene 1500 m - 1985, 1986

## Persoonlijke records
Baan
| Onderdeel   | Prestatie        | Datum            | Plaats       |
| ----------- | ---------------- | ---------------- | ------------ |
| 800 m       | 2.00,9           | 16 maart 1984    | Kronstad     |
| 1500 m      | 3.59,96          | 30 augustus 1985 | Brussel      |
| 1 Eng. mijl | 4.17,57          | 21 augustus 1985 | Zürich       |
| 2000 m      | 5.30,19 (AR)     | 11 juli 1986     | Londen       |
| 3000 m      | 8.28,83          | 7 september 1985 | Rome         |
| 5000 m      | 14.48,07 (ex-WR) | 26 augustus 1985 | Londen       |
| 10.000 m    | 37.31,50         | 14 maart 2003    | Bloemfontein |

Weg
| Onderdeel      | Prestatie | Datum            | Plaats       |
| -------------- | --------- | ---------------- | ------------ |
| halve marathon | 1:11.49   | 28 augustus 1993 | Durban       |
| marathon       | 2:55.39   | 16 december 2012 | Jacksonville |

## Palmares

### 3000 m
- 1982:  Zuid-Afrikaanse kamp. in Stellenbosch - 8.59,2
- 1983:  Zuid-Afrikaanse kamp. in Bloemfontein - 9.05,86
- 1984:  British Olympic Trials in Londen - 8.40,22
- 1984: 7e OS - 8.48,80 (zie botsing met Decker)
- 1985:  European Cup in Moskou - 8.35,32
- 1985:  IAAF Grand Prix Finale - 8.28,83
- 1986:  Ulster Games in Belfast - 8.34,43
- 1986:  Weltklasse Zurich - 8.45,76
- 1986: 4e EK in Stuttgart - 8.38,20
- 1990:  Zuid-Afrikaanse kamp. in Germiston - 9.17,22
- 1991:  Stellenbosch Meeting - 8.42,27
- 1991:  Zuid-Afrikaanse kamp. in Pretoria - 9.05,72
- 1991:  Nedbank Prestige in Durban - 8.35,72
- 1992:  Zuid-Afrikaanse kamp. in Bloemfontein - 9.09,05
- 1992:  Unity Games in Dakar - 9.05,49
- 1992:  Durban Meeting - 8.53,15
- 1992: 4e Afrikaanse kamp. in Port Louis - 9.08,12
- 1992: 9e in series OS - 9.07,10

### 5000 m
- 1983:  Stellenbosch Meeting - 15.24,08
- 1985:  Nations Meeting in Londen - 14.48,07
- 1996:  Weetbix Permit Meeting in Stellenbosch - 16.18,05
- 2011:  Shamrock Invitational in Myrtle Beach - 17.41,10

### 10.000 m
- 1994:  Zuid-Afrikaanse kamp. in Secunda - 34.57,1

### 5 km
- 2011:  Bi-Lo Myrtle Beach - 18.17
- 2014:  Hot Summer's Night in Columbia - 18.09

### 10 km
- 1982:  Zuid-Afrikaanse kamp. in Bloemfontein - 34.20
- 1983:  Zuid-Afrikaanse kamp. in Bloemfontein - 32.23
- 1984:  Sentrumslopet in Oslo - 31.42
- 1985:  Continental Homes in Phoenix - 32.20
- 1985:  Rosemont - 32.29
- 1985:  Heart of San Diego - 33.15
- 1987:  Kodak Bangor Classic - 32.17
- 1988:  Epsom and Ewell - 32.52
- 1989:  Bloemfontein - 37.35
- 1990:  Matthews Temane in Potchefstroom - 33.05
- 1990:  Nashua Challenge in Durban - 33.54
- 1993:  Great London Women's Run in Londen - 33.11
- 1996:  98Q City Center Road Race in Danbury - 33.17
- 1996:  Argus/Spar Women's in Kaapstad - 34.12
- 1999: 11e Zuid-Afrikaanse kamp. in Port Elizabeth - 35.35
- 2001:  Pretoria - 36.42
- 2002: 4e Golden Jubilee in Londen - 35.57
- 2002:  Mr Price in Bloemfontein - 36.34
- 2003: 4e Spar Ladies Challenge in Kaapstad - 35.12
- 2012:  Chamberlain Capital Classic in Pretoria - 36.48
- 2013:  Garden Route Mall in George - 37.54
- 2013:  McDonald's to McDonald's in George - 36.43

### 15 km
- 1996:  Utica Boilermaker - 50.15
- 2012:  Dan Luyt in Durbanville - 59.20
- 2013:  Dan Luyt in Durbanville - 58.21

### halve marathon
- 1993:  halve marathon van Durban - 1:11.49
- 1993:  Great North Run - 1:13.30
- 1994: 4e halve marathon van Durban - 1:16.45
- 1996:  halve marathon van East London - 1:12.39
- 1996: 13e halve marathon van Palma - 1:13.19
- 2003:  halve marathon van Bedfordview - 1:20.11
- 2008:  halve marathon van Asheville - 1:25.16
- 2009:  halve marathon van Myrtle Beach - 1:20.41
- 2011:  halve marathon van Escombe - 1:34.37
- 2011:  halve marathon van Winterkamp - 1:37.21
- 2012:  halve marathon van Melbourne - 1:23.47
- 2013: 5e halve marathon van Bedfordview - 1:24.07
- 2014:  halve marathon van Pretoria - 1:27.56

### marathon
- 2007:  marathon van Bloemfontein - 3:10.30
- 2008: 33e New York City Marathon - 2:59.53
- 2011: 5e marathon van Kiawah Island - 3:01.51
- 2012:  marathon van Myrtle Beach - 3:00.14
- 2012: 4e marathon van Jacksonville - 2:55.39
- 2014:  marathon van Charleston - 2:59.42,3
- 2015:  marathon van Columbia - 3:05.27

### ultralopen
- 2012: 28e Old Mutual Two Oceans (56 km) - 4:29.53
- 2012: 5e Forever Resorts Loskop in Winterkamp (50 km) - 3:40.02
- 2012: 37e Comrades Marathon (89,28 km) - 8:06.09
- 2014: 7e Comrades Marathon (89,28 km) - 6:55.55
- 2014: 11e Old Mutual Two Oceans (56 km) - 4:07.58

### veldlopen
- 1983:  Zuid-Afrikaanse kamp. in Durban - 13.14
- 1985:  WK in Lissabon - 15.01
- 1986:  WK in Colombier - 14.49,6
- 1993: 4e WK in Amorebieta - 20.10
- 1994: 7e WK in Boedapest - 21.01
- 1994:  Zuid-Afrikaanse kamp. in Kimberley - 23.31
- 1996:  Zuid-Afrikaanse kamp. in Stellenbosch - 19.58
- 1996: 59e WK in Stellenbosch - 21.59
- 1996:  Zuid-Afrikaanse kamp. in Pretoria - 21.17
- 1997: 86e WK in Turijn - 22.53

- Gemeinsame Normdatei: 123962668
- World Athletics: 14296750
- International Standard Name Identifier: 0000 0000 8411 2288
- Library of Congress Control Number: n85154826
- Nederlandse Thesaurus van Auteursnamen: 190529407
- Virtual International Authority File: 114012881
- WorldCat: E39PBJqQvC6bfw7RhKyr99MF8C